# Львовская улица (Киев)
Львовская улица (укр. Львівська вулиця) — улица в Святошинском районе города Киева, местность Святошино. Пролегает от  Липовой улицы и Горенской улицы до конца застройки.
Приобщаются улицы Анатолия Петрицкого, Ивана Крамского, Федора Кричевского, Кольцевая дорога и Живописная. Между улицей Федора Кричевского и Кольцевой дорогой имеется перерыв в пролегании улицы, которая образовалась в 1980-е годы в связи с частичным изменением застройки.

## История
Улица возникла на рубеже XIX — XX века под названием Пушкинская (в честь Александра Пушкина). Современное название — с 1955 года. Название Львовская в 1869–1926 годах имела нынешняя улица Сечевых Стрельцов.

## Учреждения и заведения
- Торгово-экономический колледж Киевского национального торгово-экономического университета[2] (буд. № 2/4).
- Специализированная школа № 40 с углубленным изучением немецкого языка (буд. № 6/3).
- Открытый международный университет развития человека «Украина»[3] (буд. № 23).
- Гимназия восточных языков № 1[4] (буд. № 25).
- Средняя общеобразовательная школа № 140 (буд. № 47/8).
- Киевский международный университет (буд. № 49).

## Достопримечательности
- № 3 — дачный дом (ныне туберкулезный диспансер), 1897 год
- № 15 — дачный дом Мировича, кон. XIX — нач. XX ст., разрушен в 2008 году
- № 18 — дачный дом (ныне туберкулезный диспансер), 1905-1908 годы
- № 47/8 — место, где 3 июля — 8 августа 1941 года находился штаб Киевского укрепрайона
- № 80 — дачный особняк киевского городского головы в 1906-1916 годах И. М. Дьякова, 1905-1908 годы

## Изображения

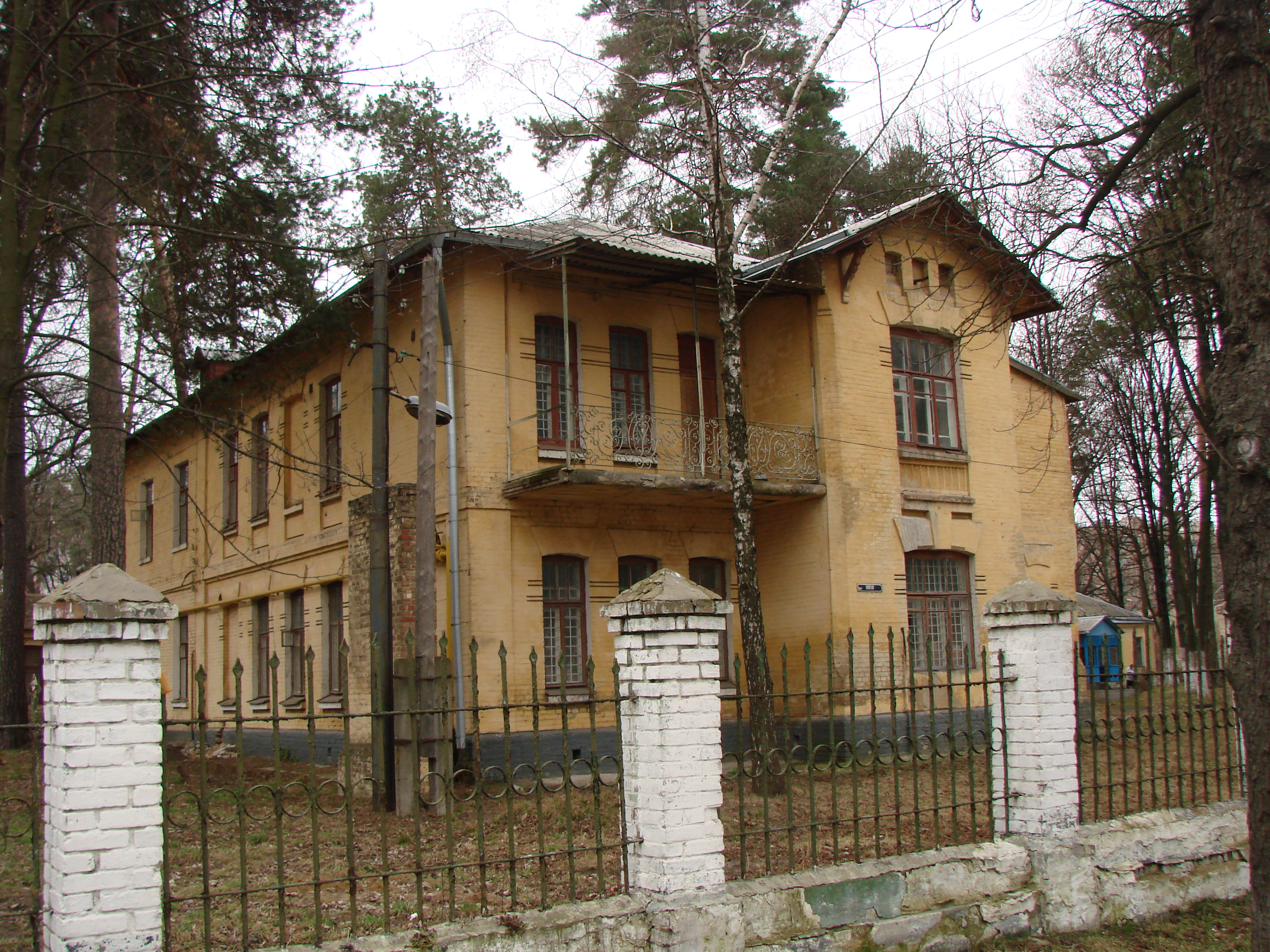
Бывшая дача (№ 3)
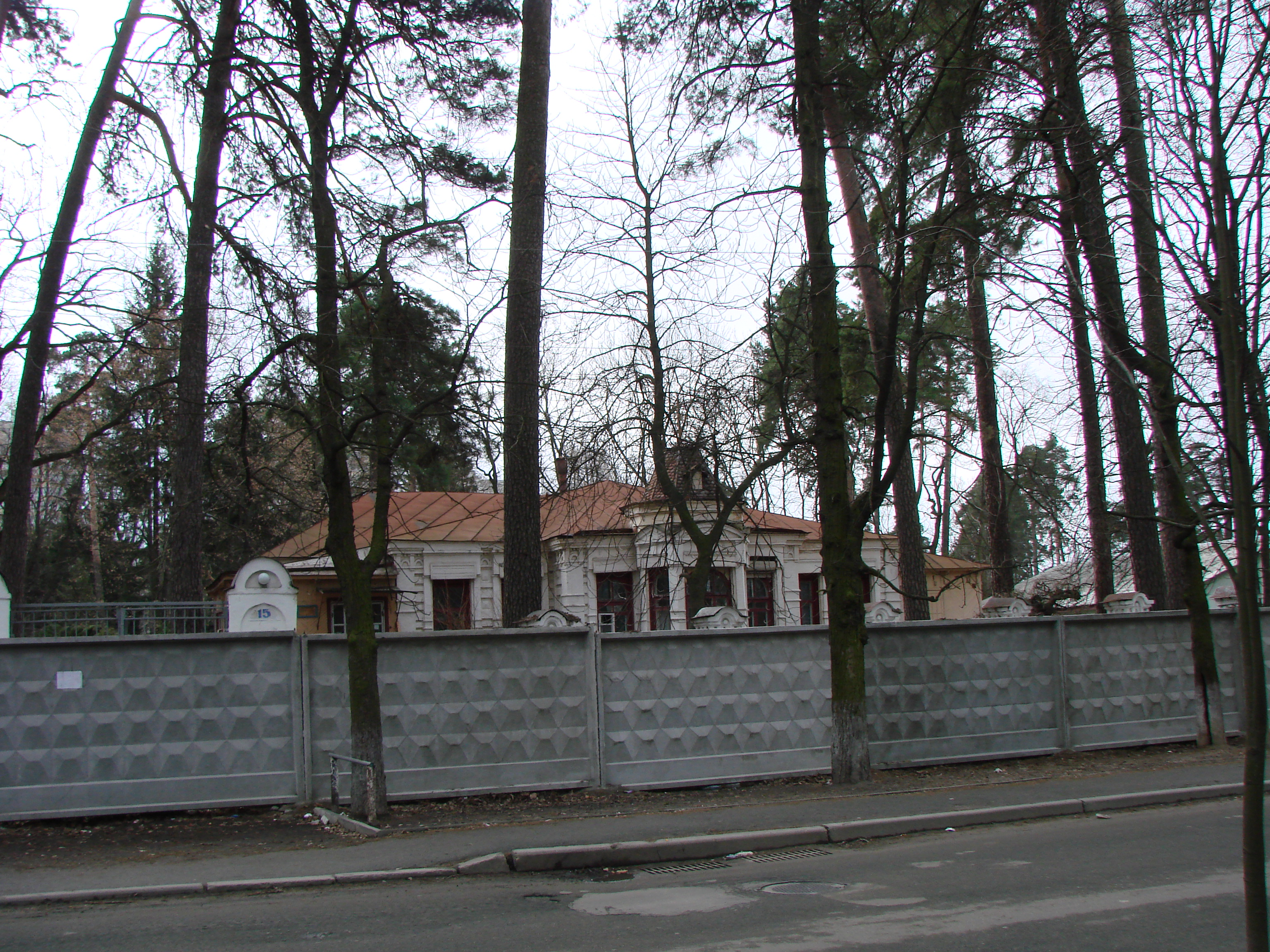
Дачный дом Мировича (№ 15)
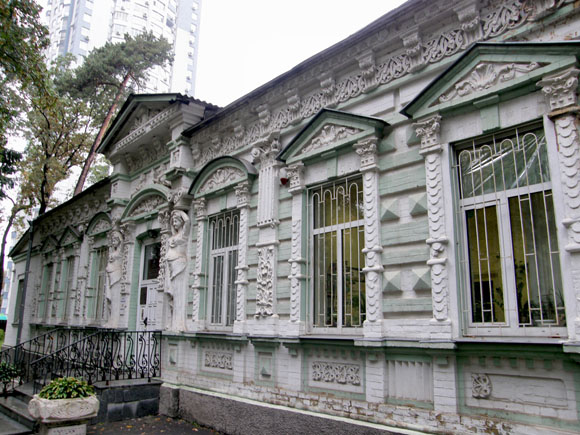
Бывшая дача (№ 18)
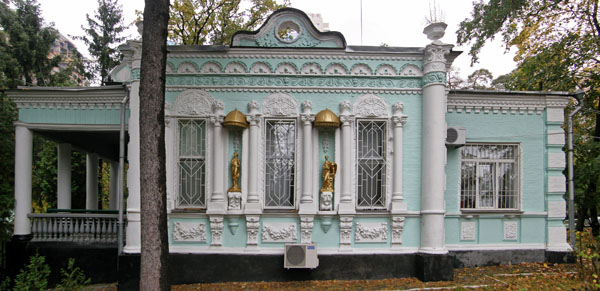
Бывший особняк Дьякова (дом № 80)